# Warnbro
Warnbro är en del av en befolkad plats i Australien. Den ligger i regionen Rockingham och delstaten Western Australia, omkring 44 kilometer söder om delstatshuvudstaden Perth. Antalet invånare är 11 421.
Runt Warnbro är det tätbefolkat, med 257 invånare per kvadratkilometer.. Närmaste större samhälle är Rockingham, nära Warnbro. 
Genomsnittlig årsnederbörd är 1 018 millimeter. Den regnigaste månaden är maj, med i genomsnitt 176 mm nederbörd, och den torraste är februari, med 9 mm nederbörd.